# Winner Anacona
Winner Andrew Anacona Gómez (Tunja, 11 de agosto de 1988) é um ciclista profissional colombiano. É membro da equipa ProTeam espanhola, Movistar Team.

## Trajectória
Começou no ciclismo em 2001 em Tunja, na escola de ciclismo Santiago de Tunja, o seu primeiro treinador foi Lino Casas quem também dirigiu a Mauricio Soler, posteriormente nos seus 2 anos de cadete começou a ser dirigido por Marco Tulio Ruíz no departamento de Boyacá, na categoria júnior se transladou a Bogotá para correr com a equipa Piramis-Team baixo a direcção do mesmo director técnico que tinha em Boyacá, já em Piramis-Team conhece a Nelson Rodríguez quem seria o seu director e a pessoa que fez o contacto para que Winner pudesse correr na Europa.
Em 2008 viajou à Itália e foi contratado pela equipa amadora sub-23 Maltinti Lampadari . Nesse mesmo ano correu o mundial sub-23 onde foi campeão do mundo seu compatriota Fabio Duarte, No final dessa temporada esteve como aprendiz na equipa Centri della Calzatura-Partizan. Em 2010 passou ao Caparrini-Le Village-Vibert conseguindo uma vitória no Troféu Matteotti sub-23. Com a selecção da Colômbia sub-23 participou do Girobio ocupando o sexto lugar na classificação geral.
Em 2011 renovou com a equipa Caparrini-Le Village e conseguiu vários pódios. Ao final dessa temporada, culminou no sexto lugar do calendário italiano, sendo o mais destacado o triunfo de etapa no Girobio e a segunda colocação na geral por trás do italiano Mattia Cattaneo .
Isto lhe valeu um contrato com a equipa UCI Pro Team Lampre-ISD para a temporada 2012.
Estreiou na sua primeira grande volta na Volta a Espanha de 2012 finalizando em 19º posto da classificação geral. Precisamente nesta grande volta, dois anos depois, conseguiu a sua melhor vitória como profissional ao ganhar em solitário numa etapa de alta montanha acabada em Aramón Valdelinares, ficando também a ponto de se vestir como novo líder.
Em 2015 alinha pela equipa Movistar Team com intenção de ser gregário de luxo do seu compatriota Nairo Quintana.

## Palmarés
2010
- 2º no Campeonato da Colômbia Contrarrelógio Sub-23

2011
- 1 etapa do Girobio

2014
- 2º no Campeonato da Colômbia em Estrada
- 1 etapa da Volta a Espanha

2019
- Volta a San Juan, mais 1 etapa

## Resultados nas Grandes Voltas e Campeonatos do Mundo
| Carreira               | 2012 | 2013 | 2014 | 2015 | 2016 | 2017 | 2018 | 2019 |
| ---------------------- | ---- | ---- | ---- | ---- | ---- | ---- | ---- | ---- |
| Giro d'Italia          | -    | -    | 62º  | -    | -    | 25º  | -    | -    |
| Tour de France         | -    | -    | -    | 57º  | 69º  | -    | -    | -    |
| Volta a Espanha        | 19º  | 105º | 27º  | -    | -    | -    | 69º  | -    |
| Mundial em Estrada     | 67º  | -    | Ab.  | Ab.  | -    | -    | Ab.  | -    |
| Mundial Contrarrelógio |      | -    | 46º  | -    | -    | -    | -    | -    |

-: não participa

Ab.: abandono

## Equipas
- Lampre (2012-2014)
  - Lampre-ISD (2012)
  - Lampre-Merida (2013-2014)
- Movistar Team (2015-)